# Paola Borboni
Paola Borboni (Parma, 1 januari 1900 - Bodio Lomnago, 9 april 1995) was een Italiaans actrice. Ze was voornamelijk actief in het theater, maar tussen 1916 en 1990 ook in de filmwereld, met rollen in meer dan 80 films. Tussen 1936 en 1956 was haar carrière op het hoogtepunt.

## Carrière
Borboni's theatercarrière startte in 1916 in Milaan. Haar eerste filmrol kwam in datzelfde jaar, in de stomme film Jacobo Ortis, onder regie van Giuseppe Sterni. Na 1921 trad ze gedurende 14 jaar alleen op in theaters. In 1925 was ze onderdeel van een schandaal, omdat ze als eerste Italiaanse actrice met ontblote borsten op een podium speelde voor haar rol als zeemeermin in het theaterstuk "Alga Marina" van Carlo Veneziani.
In het theater bouwde Borboni een stevige reputatie op als een van de belangrijkste vertolkers van het werk van de Italiaanse schrijver Luigi Pirandello. Zij behaalde succes met toneelstukken als Vestire gli ignudi, Così è (se vi pare), Enrico IV en Come Tu Mi Vuoi. In 1942 stichtte zij het eerste theatergezelschap gewijd aan Pirandello.
In 1936 verscheen ze in de film The Man Who Smiles (L'uomo che sorride) van Mario Mattoli. Haar bekendste filmrollen zijn waarschijnlijk die in Federico Fellini's film I vitelloni (1953) en haar rol als norse schoonmaakster in Roman Holiday (1953). In de jaren 60 van de 20e eeuw werd zij via televisie bekend met haar show Donna Paola Fermo Posta.
Ondanks de gevolgen van het auto-ongeluk waarbij haar man om het leven kwam en zij invalide raakte, speelde Borboni in de jaren '70 en '80 rollen in werken van Federico Garcia Lorca, Marguerite Duras en Marguerite Yourcenar. Haar laatste rol speelde zij in 1994, in een productie van Pirandello's Berretto a Sonagli.

## Privéleven
Haar vader was opera-impresario. Ze trouwde in 1972 met de veertig jaar jongere dichter Bruno Vilar. Dit huwelijk werd gezien als een schandaal en gaf aanleiding tot afkeurende reacties in de pers. Vilar overleed een paar jaar later bij een auto-ongeluk, waarbij Borboni invalide raakte.
In 1995 overleed Borboni aan een beroerte.

## Filmografie
- Jacopo Ortis (1916)[5]
- Roman Holiday (1953)
- I vitelloni (1953)
- L'Affaire Maurizius (1954)
- L'oro di Roma (1963)
- Between Miracles (1971)

- Bibliothèque nationale de France: cb13930406x (data)
- Gemeinsame Normdatei: 1238087701
- International Standard Name Identifier: 0000 0003 8184 5760
- Library of Congress Control Number: no2003015255
- Nationale Bibliotheek van Israël: 987007372258305171
- Istituto Centrale per il Catalogo Unico: PALV032995
- Système universitaire de documentation: 251087050
- Virtual International Authority File: 262151495
- WorldCat: E39PBJfh6Pmf4JjD4pqVVWH6Kd